# Футбол у Чорногорії
Футбол в Чорногорії — один з найпопулярніших видів спорту в країні. Чорногорія була незалежною країною від пізнього середньовіччя до 1918 року, коли вона проголосила свій союз із Сербією, а згодом була частиною Югославії та державного союзу Сербії та Чорногорії. У цей час футбол у Чорногорії був частиною югославських структур.
В результаті референдуму про незалежність Чорногорії 21 травня 2006 року Чорногорія проголосила незалежність через два тижні, 3 червня, і утворила власну футбольну асоціацію, розпочавши таким чином і власну футбольну історію.

## Історія

### До 2006 року
Футбол в Чорногорії, як частина Югославії, був організований спочатку Футбольним союзом Югославії, заснованим у 1919 році і перейменованим у Футбольний союз Сербії та Чорногорії в 2003 році. Югославія, пізніше Сербія та Чорногорія, була однією з провідних країн європейського футболу. Вони двічі доходили до півфіналу чемпіонату світу (у 1930 і 1962 роках) і двічі посідали друге місце на чемпіонатах Європи (у 1960 і 1968 роках). Першим гравцем з Чорногорії, який зіграв на чемпіонаті світу, був Милован Якшич, який був югославським воротарем на чемпіонаті світу 1930 року. Відтоді чорногорці зазвичай були часто представлені в збірних Югославії та Сербії та Чорногорії, деякі, як Драголюб Брнович, Деян Савичевич та Предраг Міятович, стали одними з найвидатніших югославських гравців усіх часів.

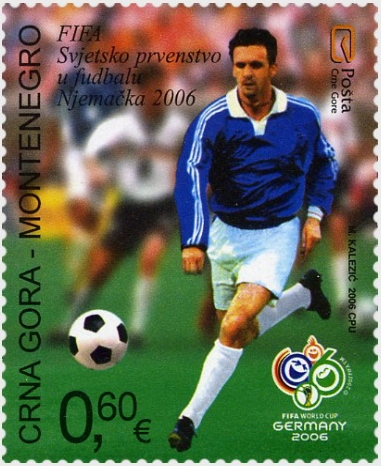
Поштова марка Чорногорії із зображенням Предрага Міятовича, одного з найкращих чорногорських футболістів в історії.

Спочатку, в період між двома світовими війнами, футбол в Югославії був організований регіонально. Кожен регіон мав власну футбольну субасоціацію, яка відповідала за організацію власної системи ліг, яка б організувала клуб у змаганнях ліг, розділених вертикально організованими лігами. Вищу лігу формували найкращі клуби субасоціації, а переможець кваліфікувався до чемпіонату Югославії, де зустрічався з переможцями всіх інших субасоціацій. У той час не існувало Чорногорії, але територія сьогоднішньої Чорногорії входила до дещо збільшеної Зетської бановини, яка, крім сьогоднішньої Чорногорії, також включала узбережжя Дубровника, включаючи півострів Пелєшаць, Східну Герцеговину, Рашківську область сучасної Сербії та західні частини Косово і Метохії.
У березні 1931 року в Цетинє було утворено футбольну підасоціацію Зетської бановини, яка стала відома як Цетинське футбольне об'єднання. З того року Цетинська субасоціація сформувала свою систему ліг і регулярно організовувала змагання, як і інші югославські субасоціації.
Вища ліга асоціації Цетинє була відзначена суперництвом між двома основними клубами, СК «Черногорац» з Цетинє та СК «Балшич» з Подгориці.. До Другої світової війни «Црногорац» був єдиним чорногорським клубом, який зіграв у фінальній стадії чемпіонату Югославії, і це було лише один раз, у сезоні 1935/36 років, який пройшов за кубковою системою.
Пізніше, після 1945 року, найкращі чорногорські клуби зазвичай грали в Першій лізі Югославії, другому дивізіоні країни. Ліга Чорногорської Республіки була найвищою лігою на чорногорському рівні. Він був частиною третього або четвертого (залежно від періоду) футбольного рівня в Югославії. Перша ліга Чорногорії була утворена в 2004 році як другий дивізіон СР Югославії, а після проголошення незалежності Чорногорії, у 2006 році, вона стала вищим рівнем країни.

### Чемпіонат світу 2006 року
Після здобуття Чорногорією незалежності в червні 2006 року збірна Сербії розглядалася як наступник збірної Сербії та Чорногорії. Однак на чемпіонаті світу 2006 року, який проходив у другій половині червня та в липні 2006 року, Сербія та Чорногорія продовжили грати, представляючи дві незалежні держави Сербія та Чорногорія. Незважаючи на вдалі виступи у кваліфікації до турніру, команда на фінальній стадії опинилась у складній групі і вилетіла, не вигравши жодної гри, пропустила десять м'ячів і забила лише два. Після турніру збірна розпалася і її правонаступницею стала Сербія.

### Після здобуття незалежності

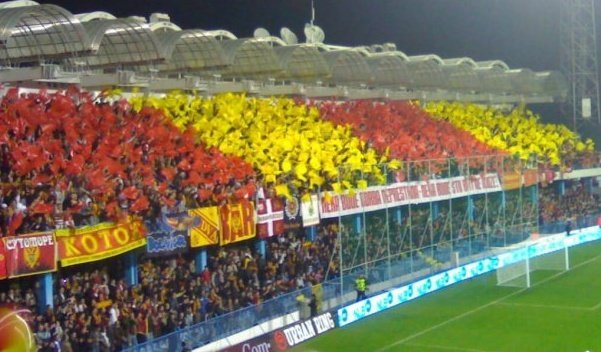
Чорногорські фанати у 2009 році.

Футбольна асоціація Чорногорії, яка існувала як субфедерація з березня 1931 року, подала заявку на незалежне членство у ФІФА та УЄФА 30 червня 2006 року. Повне членство УЄФА було надано в січні 2007 року. Тим часом асоціація продовжувала проводити Першу лігу Чорногорії як головне футбольне змагання нової країни. Переможці цього турніру стали брати участь у європейських клубних змаганнях з 2007 року. Нова збірна була організована, і її перший матч відбувся проти Угорщини в Подгориці 24 березня 2007 року. З рахунком 2:1 виграла чорногорська команда. Найкращим успіхом збірної Чорногорії на сьогоднішній день стала її участь у плей-оф кваліфікації до Євро-2012. Чорногорія грала з Чехією, але не пройшла кваліфікацію.

## Вітчизняні змагання
Виключно внутрішні змагання почалися в Чорногорії, коли футбольна субасоціація Цетинє розпочала свій регулярний чемпіонат в 1931 році.
Нині найвищим футбольним змаганням у Чорногорії є Перша ліга Чорногорії. Він знаходиться на вершині піраміди з трьох ліг, найнижча з яких, Третя ліга Чорногорії, поділена на три регіональні змагання (північ, центральний, південний).
Головний кубковий турнір — Кубок Чорногорії. Команди нижчого рівня грають у регіональних кубках Чорногорії, які мають три дивізіони.
Жіночі змагання існують з 2008 року. Найвищою лігою є Чорногорська жіноча ліга, чемпіон якої грає в кваліфікації до жіночої Ліги чемпіонів УЄФА . Ще одне змагання — жіночий Кубок Чорногорії.

### Система ліг

#### Чоловічий футбол
| Рівень | Ліга                 | Ліга                 | Ліга                 | Ліга                 | Ліга                 | Ліга                 | Ліга                 | Ліга                 | Ліга                 | Ліга                 | Ліга                 | Ліга                 |
| 1      | Перша ліга 10 клубів | Перша ліга 10 клубів | Перша ліга 10 клубів | Перша ліга 10 клубів | Перша ліга 10 клубів | Перша ліга 10 клубів | Перша ліга 10 клубів | Перша ліга 10 клубів | Перша ліга 10 клубів | Перша ліга 10 клубів | Перша ліга 10 клубів | Перша ліга 10 клубів |
|        | ↓↑ 1-3 клуби         |                      |                      |                      |                      |                      |                      |                      |                      |                      |                      |                      |
| 2      | Друга ліга 10 клубів | Друга ліга 10 клубів | Друга ліга 10 клубів | Друга ліга 10 клубів | Друга ліга 10 клубів | Друга ліга 10 клубів | Друга ліга 10 клубів | Друга ліга 10 клубів | Друга ліга 10 клубів | Друга ліга 10 клубів | Друга ліга 10 клубів | Друга ліга 10 клубів |
|        | ↓↑ 2 клуби           |                      |                      |                      |                      |                      |                      |                      |                      |                      |                      |                      |
| 3      | Третя ліга 29 клубів | Третя ліга 29 клубів | Третя ліга 29 клубів | Третя ліга 29 клубів | Третя ліга 29 клубів | Третя ліга 29 клубів | Третя ліга 29 клубів | Третя ліга 29 клубів | Третя ліга 29 клубів | Третя ліга 29 клубів | Третя ліга 29 клубів | Третя ліга 29 клубів |

## Національна збірна

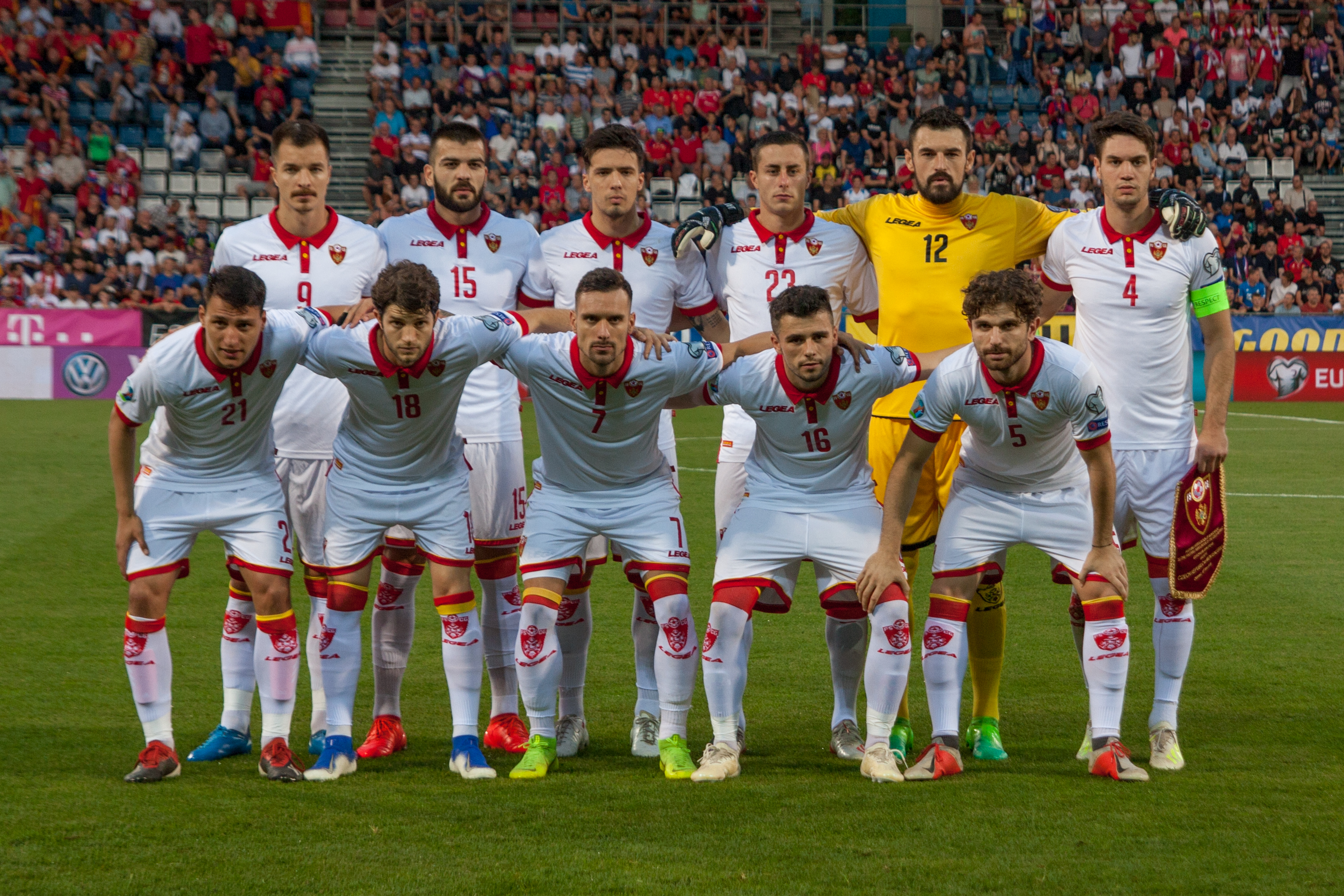
Збірна Чорногорії у 2019 році.

Збірна Чорногорії провела свій перший матч у Подгориці 24 березня 2007 року, обігравши Угорщину з рахунком 2:1. Її домашнім стадіоном є міський стадіон Подгориці. Чорногорія є членом УЄФА і грає в червоній формі з жовтими вкрапленнями. Після здобуття незалежності в червні 2006 року Чорногорію все ще представляла збірна Сербії і Чорногорії, яка пройшла кваліфікацію на чемпіонат світу 2006 року. Остання гра Сербії і Чорногорії на цьому турнірі, поразка від Кот-д'Івуару з рахунком 2:3, стала останньою грою для об'єднаної команди.
Однак неофіційно вважається, що перша гра збірної Чорногорії була зіграна 18 травня 1939 року. Суперечка ведеться про те, що саме означає національна збірна, але за всіма її основними характеристиками, команда чорногорських гравців, яка у середині травня 1939 року приїхала до столиці Югославії (Сербії) Белграда, і була сформована з гравців з Подгориці, Тивату, Котора та Цетинє, відповідала тому, щоб називатись першою в історії спробою зібрати в одну команду найкращих чорногорських гравців і зіграти проти суперника. Команда не мала у своїй назві слово Чорногорія чи щось подібне, а була збірною найкращих гравців Цетинської субасоціації. Інші субасоціації в Югославії давно мали традицію відбирати своїх найкращих гравців для формування команди, але у випадку з Цетинською субасоціацією це був перший випадок, тому команда від початку вважалася найкращою вибіркою гравців Чорногорії, таким чином, неофіційно, збірною Чорногорії. Вони поїхали до Белграда, щоб зіграти проти сильної команди Белграду, і ця гра пройшла перед великою грою між Югославією та Англією, яку спонсорувало ФІФА
Того року Футбольна асоціація Югославії святкувала свій 20-й день народження, і рішення відзначити цю подію виставковою грою проти засновників футболу, Англії, коштувало Югославській футбольній асоціації майже 240 000 югославських динарів. Рішення про те, що перед цією грою відбудеться матч між субасоціаціями Белграда і Цетинєа, було здебільшого заслугою Джуро Чейовича, на той час обіймав посаду президента асоціації Цетинє, а потім був міністром спорту в кабінеті Драгіші Цветковича
Організація матчу Белград — Цетинє була доручена секретарю асоціації Цетинє Милану Бокану та його помічнику Владі Митровичу, а за технічні питання відповідав 33-річний Милан Бецич, який уже мав досвід гри, крім місцевих «Подгориці» та «Цетинє» і за кордоном, граючи за «Монпельє» та «Парі». Чейович виділив 60 000 динарів, що на той момент було чималою сумою, щоб вибрати та належним чином підготувати команду асоціації Цетинє. Відібрані гравці зібралися 25 квітня в Тиваті, де почались 3-тижневі підготовки. Тиват був логічним вибором, оскільки на той час це було єдине поле з належними розмірами та мало інші зручності, такі як душові кабіни.
На початку було відібрано 27 гравців, це були члени цетинських команд «Слога» та «Црногорац», а потім і з команд Подгориці «Балшич» і «Црна Гора», «Арсенал» з Тивата, «Югословен» з Котора, «Леотар» з Требинє та «Херцеговац» з Білечі. Звинувачених владою в тому, що вони збирають молодь з комуністичними ідеалами, гравці з «Будучності» і «Ловчена» були проігноровані. Першими іграми цієї команди були підготовчі ігри проти Дубровника та збірної Котора та Тивата.
Журнал «Зета» писав, що важливо не бути приниженим, особливо тому, що гра значила багато як для всіх чорногорців з батьківщини, як і для багатьох, які живуть у Белграді. Тим часом медіа з Белграда, такі як і «Правда», звертали увагу на те, що футбол у провінціях, зокрема Чорногорії, значно покращився і вже деякий час вартий значно більшої уваги.
У день гри стадіон був переповнений з самого ранку і включав навіть групи велосипедистів, які приїжджали зі Скоп'є на своїх велосипедах за 3 дні. О 15 годині на очах у 30 000 глядачів на поле вийшла команда Чорногорії. Його сформували Іконтіє Накич, Владо Божович, Владо Мугоша, Войо Мугоша, Асім Джурджевич, Йован Крушка, Рогович, Йовичевич, Клемен, Арсич та — Карло Маркс. Квиток лише на гру чорногорців проти Белграда коштував 100 динарів. На початку гри склалося загальне враження, що вони грали дуже жертовно і грали, ризикуючи гарними технічними навичками, однак у підсумку результатом стала поразка 2:6. Але загальне враження було гарне, оскільки потенціал був помічений. Для втіхи вони могли подивитися гру Югославії проти Англії, яку Югославія мужньо виграла з рахунком 2:1.